# シュエタインニュン
シュエタインニュン（ビルマ語: ရွှေတိုင်ညွန့်、慣用ラテン文字表記: Shwe Taing Nyunt、ALA-LC翻字法: Rvhe Tuiṅʻ Ññvanʻ'、IPA: [ɕwè tàɪɲ ɲʊ̰̃] シュウェータインニュン; 1908年頃-1944年）はミャンマー（ビルマ）の作曲家である。伝統的な形式の歌曲を作曲し、彼の曲は女性歌手チーアウン（ကြည်အောင်）やシュエタインニュン自身の娘であるター（ထား）が歌った。特にチーアウンが歌った「ティーターヤダナー」(သီတာရတနာ)、「オーウェーウェー」(အိုးဝေဝေ)、「ビルマの血」(ဗမာ့သွေး)、「三つの光条」(သုံးရောင်ခြယ်) といった曲は1930年代のビルマの愛国者たちからは近代的な楽器による演奏で模範を作り出したものとして受容されたことで、ナショナリズムを高揚させる目的から一躍有名となった。第二次世界大戦の際にはこうした歌がビルマ独立義勇軍への兵士たちの志願に一役買うことともなった。シュエタインニュン作曲のチーアウンの歌曲で最も成功を収めたものは「ヴィチトラ」(ဝိစိတြ) と「母父の慈愛」(မိဘမေတ္တာ) であった。
晩年に結核を患い、35歳の若さで夭折した。孫はロック歌手のゾーウィントゥッ（ဇော်ဝင်းထွဋ်）である。